# Chromis norfolkensis
Chromis norfolkensis là một loài cá biển thuộc chi Chromis trong họ Cá thia. Loài này được mô tả lần đầu tiên vào năm 2021.

## Từ nguyên
Từ định danh norfolkensis được đặt theo tên gọi của đảo Norfolk, nơi mà mẫu định danh của loài cá này được thu thập (–ensis: hậu tố biểu thị nơi chốn).

## Phạm vi phân bố và môi trường sống
Chromis fumea trước đây được cho là bao gồm ba quần thể không liên tục, nhưng đã được xác định đây là những quần thể của 3 loài riêng biệt. Hai quần thể C. fumea trên danh nghĩa đã được mô tả là những loài mới, C. norfolkensis ở Tây Nam Thái Bình Dương và Chromis sahulensis ở Tây Úc (Đông Nam Ấn Độ Dương), còn C. fumea thực sự chỉ giới hạn ở Tây Thái Bình Dương.
C. norfolkensis được ghi nhận ở khu vực giữa phía nam biển San Hô và phía bắc biển Tasman, bao gồm Nouvelle-Calédonie và quần đảo Chesterfield, đảo Norfolk (Úc), đảo Bắc (New Zealand); ngoài ra C. norfolkensis cũng được bắt gặp ở gần Sydney (bang New South Wales, Úc).
C. norfolkensis sống xung quanh nền đáy đá cuội trên đới sườn sốc của rạn san hô viền bờ ở độ sâu khoảng 5–40 m.

## Mô tả
C. norfolkensis có chiều dài cơ thể lớn nhất được ghi nhận là gần 10 cm. Loài này có màu nâu nhạt hoặc sẫm, cũng có thể là vàng nhạt (tùy theo từng khu vực) ở nửa thân trên và chuyển ngay sang màu trắng ở nửa dưới. Đốm trắng đặc trưng ở ngay cuối vây lưng. Vây lưng màu nâu, đen dần khi ra đến gần rìa, đặc biệt sẫm đen ở nửa trước của phần vây mềm; màng vây của những tia cuối cùng gần như trong suốt; có dải viền mỏng màu xanh óng ở rìa. Vây hậu môn và vây bụng màu trắng, được viền xanh lam nhạt ở rìa. Vây đuôi trong mờ, có màu trắng xanh với dải đen sẫm dọc theo hai thùy đuôi, được viền màu trắng xanh ở rìa. Vây ngực trong mờ với một đốm đen khá lớn ở gốc.
Màu nâu trên lưng của C. fumea nhạt dần rồi chuyển sang màu trắng ở bụng, không nhanh chóng tạo thành hai màu rõ rệt như C. norfolkensis, còn vùng bụng của C. fumea có một sọc vàng tạo bởi hàng vảy thân dưới. Ngoài ra, C. fumea có nhiều lược mang trên cung mang thứ nhất hơn so với C. norfolkensis.
Số gai ở vây lưng: 13–14; Số tia vây ở vây lưng: 12–13; Số gai ở vây hậu môn: 2; Số tia vây ở vây hậu môn: 10–11; Số tia vây ở vây ngực: 18–20; Số gai ở vây bụng: 1; Số tia vây ở vây bụng: 5; Số vảy đường bên: 17–19; Số lược mang: 30–34.

## Sinh thái học
Thức ăn của C. norfolkensis là những loài động vật phù du. Chúng có thể sống đơn độc hoặc theo từng nhóm. Cá đực có tập tính bảo vệ và chăm sóc trứng; trứng có độ dính và bám vào nền tổ.